# مارلی آکه
مارلی آکه (زاده ۵ ژانویه ۲۰۰۱) بازیکن فوتبال اهل فرانسه است که به صورت قرضی برای باشگاه فوتبال ایوردون-اسپورت بازی می‌کند.
وی اصالتا اهل ساحل عاج است و در فرانسه به دنیا آمده است.